# Walter Jansen (Politiker)

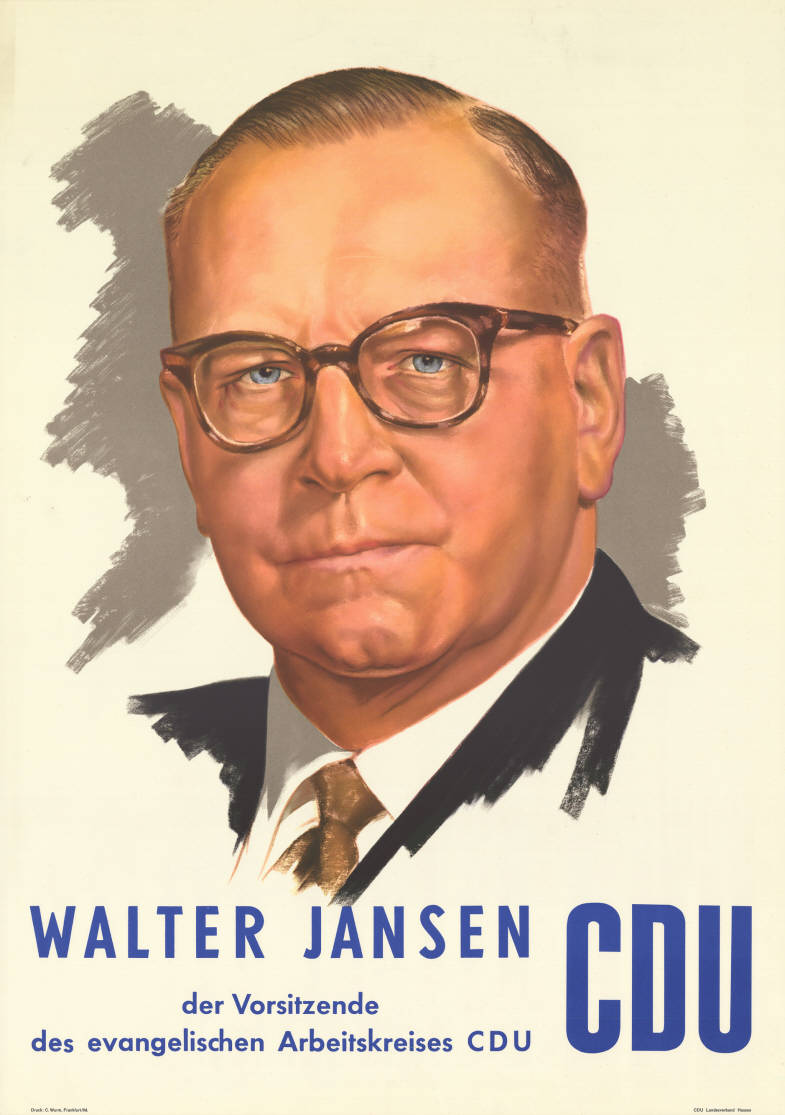
Walter Jansen auf einem Wahlplakat zur Landtagswahl in Hessen 1958

Walter Jansen (* 18. Mai 1899 in Berlin; † 5. Januar 1969) war ein deutscher Landwirt und Politiker (CDU).

## Leben und Beruf
Nach dem Besuch eines humanistischen Gymnasiums nahm Jansen 1917/18 als Soldat am Ersten Weltkrieg teil. Er holte 1919 das Abitur nach und nahm anschließend ein Studium der Landwirtschaft in Berlin und Jena auf, welches er 1923 als Diplom-Landwirt beendete. Als Angestellter war er von 1923 bis 1925 bei der thüringischen Raiffeisen-Genossenschaft und von 1926 bis 1928 bei der thüringischen Hauptlandwirtschaftskammer beschäftigt. Anschließend war bis 1939 als selbständiger Verlagsvertreter in Hessen tätig. Von 1939 bis 1945 nahm er als Soldat am Zweiten Weltkrieg teil.
Nach dem Kriegsende fungierte Jansen 1946 als Landwirtschaftsreferent und persönlicher Referent des hessischen Ministerpräsidenten Karl Geiler. Im gleichen Jahr war er Geschäftsführer des Beratenden Landesausschusses.

## Partei
Jansen war Mitbegründer der CDU in Darmstadt und wurde später zum stellvertretenden Vorsitzenden der CDU Hessen gewählt. Von 1964 bis 1968 war er Bundesvorsitzender der Kommunalpolitischen Vereinigung der CDU und CSU Deutschlands. Weiterhin war er Mitglied im Bundesvorstand der Christdemokraten.

## Abgeordneter
Jansen war 1946 Mitglied der Verfassungberatenden Landesversammlung von Groß-Hessen und gehörte von 1950 bis 1966 dem Hessischen Landtag an. Von 1962 bis 1966 amtierte er als Vizepräsident des Landtags.

## Öffentliche Ämter
Jansen amtierte von 1946 bis 1964 als Landrat des Kreises Schlüchtern.